# Потрост бурий
Потро́ст бурий (Asemospiza obscura) — вид горобцеподібних птахів родини саякових (Thraupidae). Мешкає в Південній Америці.

## Підвиди
Виділяють чотири підвиди:

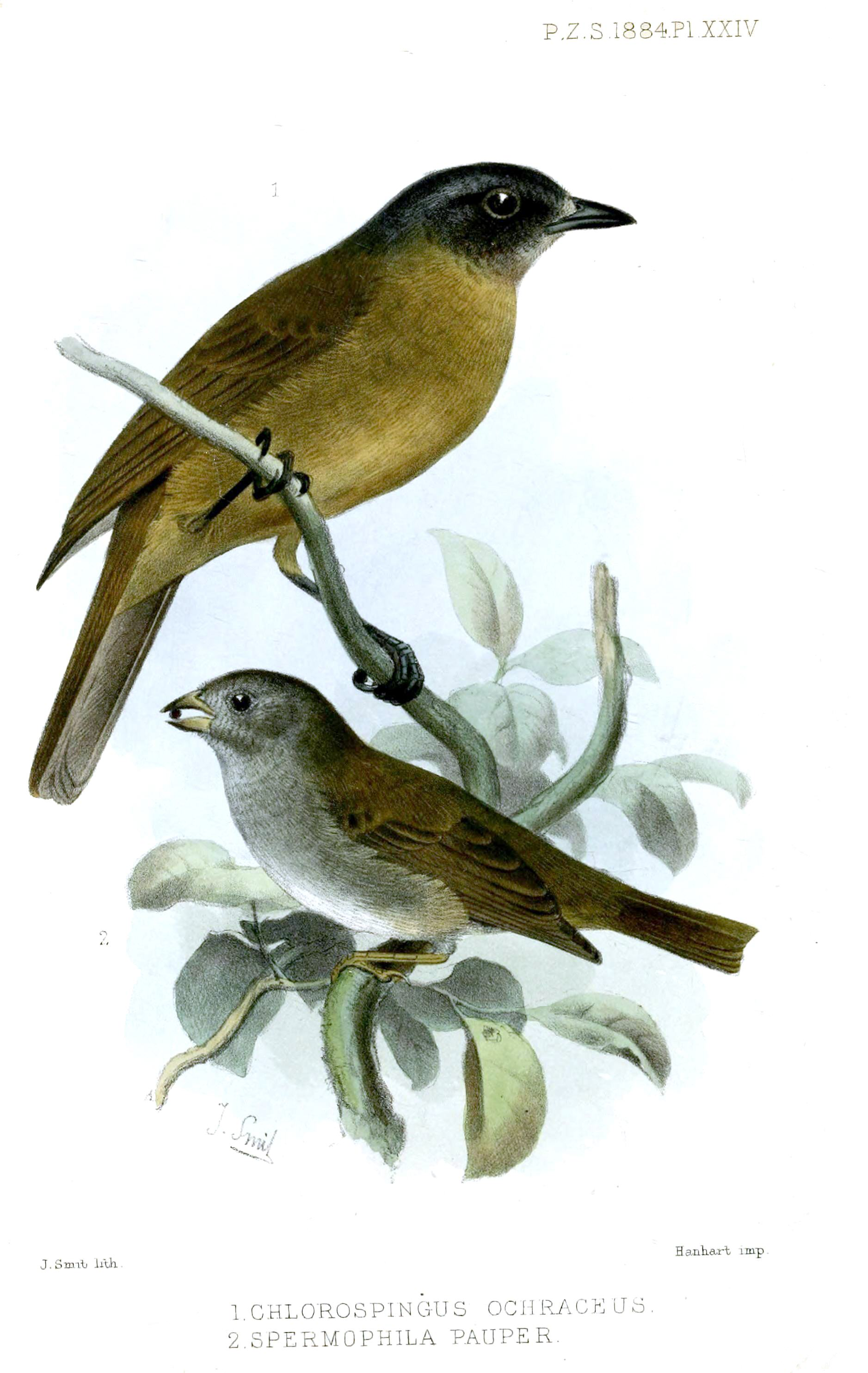
Західний зеленяр (зверху) і бурий потрост (знизу)

- A. o. haplochroma (Todd, 1912) — від північної Колумбії до північної Венесуели;
- A. o. pauper (Berlepsch & Taczanowski, 1884) — від крайнього півдня Колумбії (Нариньйо) до Еквадору і північно-західного Перу;
- A. o. obscura (d'Orbigny & Lafresnaye, 1837) — східні схили Анд від центрального Перу через західну Болівію до північно-західної Аргентини (Сальта);
- A. o. pacifica (Koepcke, 1963) — західне узбережжя Перу (від півночі Ліми до півночі Арекіпи).

## Поширення і екологія
Бурі потрости гніздяться в Андах у Венесуелі, Колумбії, Еквадорі, Перу, Болівії і Аргентині. Взимку частина популяції мігрує до регіону Чако, досягаючи західного Парагваю та південно-західної Бразилії (Мату-Гросу-ду-Сул). Вони живуть на узліссях гірських і рівнинних вологих тропічних лісів, на галявинах, у вологих і високогірних чагарникових заростях та в садах. Зустрічаються на висоті до 2000 м над рівнем моря.